# Carl Julius Salomonsen
Carl Julius Salomonsen (født 6. december 1847 i København, død 14. november 1924 København) var en dansk dansk læge og bakteriolog, i 1878 påviste han, at tuberkulose er en infektionssygdom. Salomonsen var 1893-1920 professor i almindelig patologi ved Københavns Universitet. Hans arbejde med serumterapi førte til oprettelsen af Statens Seruminstitut.
Salomonsen var rektor for Københavs Universitet fra 1909 til 1910.
Med sit foredrag '’Smitsomme Sindslidelser før og nu med særligt Henblik paa de nyeste Kunstretninger’' fremfører Salomonsen sin teori om, at den moderne kunst er et udtryk for en smitsom sindslidelse som han betegnede dysmorfisme. Debatten varede flere måneder med flere foredrag og Salomonsen udgav en pamflet med titlen DE NYESTE KUNSTRETNINGER OG SMITSOMME SINDSLIDELSE